# Brachymeria sindhensis
Brachymeria sindhensis är en stekelart som beskrevs av Ishrat och Malik 1986. Brachymeria sindhensis ingår i släktet Brachymeria och familjen bredlårsteklar.
Artens utbredningsområde är Pakistan. Inga underarter finns listade.